# 1938 no teatro

## Eventos
- Publicação das memórias de António Augusto de Chaby Pinheiro[1].

## Nascimentos
| Data            | Nome                     | Profissão                                              | Nacionalidade  | Observações | Ref   |
| --------------- | ------------------------ | ------------------------------------------------------ | -------------- | ----------- | ----- |
| 16 de janeiro   | Jô Soares                | humorista e apresentador de televisão                  | Brasil         |             | [ 2 ] |
| 11 de fevereiro | Simone de Oliveira       | cantora e actriz                                       | Portugal       |             | [ 3 ] |
| 15 de junho     | Lílian Lemmertz          | atriz                                                  | Brasil         | m. 1986     | [ 4 ] |
| 26 de junho     | Francisco Nicholson      | actor, argumentista televisivo, dramaturgo e encenador | Portugal       |             | [ 5 ] |
| 9 de julho      | Brian Dennehy            | ator                                                   | Estados Unidos |             | [ 6 ] |
| 15 de agosto    | Fiama Hasse Pais Brandão | escritora, poetisa, dramaturga, ensaísta e tradutora   | Portugal       | m. 2007     | [ 7 ] |

## Mortes
| Data        | Nome                    | Profissão                                          | Nacionalidade   | Observações | Ref                 |
| ----------- | ----------------------- | -------------------------------------------------- | --------------- | ----------- | ------------------- |
| 7 de maio   | Octavian Goga           | poeta, dramaturgo, jornalista, tradutor e político | Roménia         | n. 1881     | [ 8 ]               |
| 7 de agosto | Constantin Stanislavski | diretor, ator e crítico teatral                    | União Soviética | n. 1863     | [carece de fontes?] |